# Ekspedycja (program telewizyjny)
Ekspedycja – program telewizyjny typu reality show emitowany w 2001 na antenie TVN i oparty na norweskim formacie 71° North. W programie brało udział 12 uczestników (sześć kobiet i sześciu mężczyzn w wieku od 22 do 50 lat), którzy zmagali się o prymat w grupie, poddając się kolejnym próbom, mającym na celu wyłonienie najsprawniejszego uczestnika. Program prowadził Radosław Pazura.

## Historia formatu
W polskiej edycji nacisk położono głównie na sprawność fizyczną i wytrzymałość. Program realizowany był od 6 maja przez trzy tygodnie. 17 czerwca 2001 stacja TVN wyemitowała prolog, a tydzień później pierwszy odcinek. W sumie w tygodniowych odstępach nadano 10 odcinków, zakończonych specjalnym epilogiem (spotkaniem uczestników po kilku tygodniach od wyprawy).
Ze względu na trudne warunki, w których pracowała ekipa TVN, konieczne było wyposażenie jej w niezawodne samochody gwarantujące możliwość szybkiego przemieszczania się, także po bezdrożach planu zdjęciowego. Wybór padł na samochody Subaru Forester.
Zawodnicy rozpoczęli podróż w Gdyni i na południe Polski przemieszczali się przeróżnymi środkami lokomocji, które czasem dostarczane były przez producenta, a czasem musieli je sobie sami zorganizować lub podróżować pieszo. Zawodnicy zostali wyłonieni w drodze castingu spośród 25 tysięcy kandydatów, którzy nadesłali swoje zgłoszenia. Rekrutacja rozpoczęła się w kwietniu i składała się z dwóch etapów. Do pierwszego zostało zakwalifikowanych 200 osób, do drugiego 49, spośród których wybrano zwycięską dwunastkę.
Kryteriami wyboru były między innymi zdrowie i sprawność fizyczna (specjalne badania lekarskie oraz testy sprawności fizycznej), odporność na stres (badania psychologiczne), ale także poczucie humoru, zdolność nawiązywania kontaktów oraz pogoda ducha. W każdym odcinku zawodnicy otrzymywali dwa lub trzy zadania, w których musieli wykazać się siłą fizyczną, odwagą, orientacją w terenie, pomysłowością, umiejętnościami taktycznymi, refleksem.
Co dwa dni odbywały się nominacje. Uczestnicy oceniali się nawzajem w skali od 1 do 10. Osoba, która uzyskała najmniejszą liczbę punktów, odpadała z programu. Za dobrze wykonane zadanie możliwe było otrzymanie immunitetu od nominacji. W ostatnim, dziesiątym odcinku pozostały trzy osoby, które wzięły udział w konkurencjach pozwalających wyłonić zwycięzcę. Został nim koszykarz Polonii Przemyśl Daniel Puchalski, który w nagrodę otrzymał samochód Subaru Forester GL o wartości 120 tysięcy złotych.